# 황엄
황엄(黃儼, ? ~ 1425년)은 명나라 영락제 때의 환관이다. 조선의 사신으로 자주 왔던 내관(內官)이다.

## 생애
그가 평안도 신의주 출신이란 설이 있지만, 중국의 기록을 통해서 확인할 수 없는 설이다. 또한, 그는 일찍이 부모님을 여의고 평민 출신으로 학식을 쌓지 못했지만, 잡일을 하면서 학식을 쌓았다는 설이 있다.
원래는 연왕부의 내관이었는데, 연왕 주체(朱棣, 후일 영락제)의 3남 주고수(朱高燧, 후에 조왕 赵王)을 도와 종종 장남 주고치(朱高熾. 훗날의 홍희제)를 모함하였다. 주고치는 북평에 남아있었다. 당시 방효유가 건문제를 도와 연왕을 죽이려고 하던 차였는데, 이간질 시키는 것을 황엄이 간파하여 고해 주체와 주고치에게 편지를 보내 두 사람의 사이를 돈독하게 하였다.
성조 즉위 후에 사례감의 장인 장앙태감太監이 되었고, 문서의 개편 등의 전횡을 일삼았다.
9번(혹은 11번)이나 조선을 방문했으며, 그 차례는 1403년 2월과 10월, 1406년 4월, 1407년 5월, 1408년, 1409년 5월, 1411년, 1417년, 1419년 등이었다. 태종 때 주로 방문했으며,그의 마지막 방문은 세종 때 있었다. 1406년에는 제주도를 정탐하기 위해 법화사의 구리 불상을 실어가기로 했는데, 태종이 먼저 손을 써 전라도 나주에서 불상을 받아가게 하였다. 1407년에는 태조 때의 보물인 석가모니의 진신사리를 받아내었다. 조선의 처녀들 가운데 미인 5명을 뽑아 공녀로 선발하기도 하였다.
드라마 대왕 세종에서는 조선 출신이자 영락제, 홍희제 연간의 환관으로 나오나 이것은 출신 고증과 시대가 잘못된 것이다.